# Gökhan Zan
Gökhan Zan, né le 7 septembre 1981 à Antioche, est un footballeur turc.

## Biographie
Originaire d'Antakya, il débute dans le club local d'Hatayspor. Il est sélectionné pour jouer la phase finale de l'Euro 2008. Il a mis un terme à sa carrière à la fin de la saison 2014-2015 .

## Palmarès
- Vainqueur de la Coupe de Turquie en 2006 et 2009 avec Beşiktaş[2]
- Champion de Turquie en 2009 avec Beşiktaş[3]
- Champion de Turquie en 2012 avec Galatasaray SK
- Super Coupe de Turquie en 2012 avec Galatasaray SK
- Champions de Turquie en 2013 avec Galatasaray SK
- Super Coupe de Turquie en 2013 avec Galatasaray SK

## Statistiques détaillées
| Saison    | Club                   | Total  | Total | Championnat        | Championnat | Championnat | Coupe d'Europe | Coupe d'Europe | Coupe d'Europe | Coupes Nationales | Coupes Nationales |
| Saison    | Club                   | Matchs | Buts  | Division           | Matchs      | Buts        | Type           | Matchs         | Buts           | Matchs            | Buts              |
| --------- | ---------------------- | ------ | ----- | ------------------ | ----------- | ----------- | -------------- | -------------- | -------------- | ----------------- | ----------------- |
| 1998-1999 | Hatayspor              | 1      | 0     | Lig B              | 1           | 0           | -              | -              | -              | -                 | -                 |
| 1999-2000 | Hatayspor              | 12     | 2     | Lig B              | 12          | 2           | -              | -              | -              | -                 | -                 |
| 2000-2001 | Çanakkale Dardanelspor | 31     | 2     | 2. Lig             | 29          | 2           | -              | -              | -              | 2                 | -                 |
| 2001-2002 | Çanakkale Dardanelspor | 27     | 3     | Türk Telekom Lig A | 25          | 3           | -              | -              | -              | 2                 | -                 |
| 2002-2003 | Çanakkale Dardanelspor | 28     | 5     | Türk Telekom Lig A | 26          | 4           | -              | -              | -              | 2                 | 1                 |
| 2003-2004 | Beşiktaş JK            | 4      | 0     | Türkcell Süperlig  | 2           | -           | -              | -              | -              | 2                 | -                 |
| 2004-2005 | Gaziantepspor (Prêt)   | 31     | 2     | Türkcell Süperlig  | 28          | 1           | -              | -              | -              | 3                 | 1                 |
| 2005-2006 | Beşiktaş JK            | 16     | 0     | Türkcell Süperlig  | 11          | -           | C3             | 2              | -              | 3                 | -                 |
| 2006-2007 | Beşiktaş JK            | 34     | 3     | Türkcell Süperlig  | 24          | 3           | C3             | 3              | -              | 7                 | -                 |
| 2007-2008 | Beşiktaş JK            | 25     | 0     | Türkcell Süperlig  | 20          | -           | C1             | 4              | -              | 1                 | -                 |
| 2008-2009 | Beşiktaş JK            | 28     | 1     | Türkcell Süperlig  | 19          | 1           | C3             | 2              | -              | 7                 | -                 |
| 2009-2010 | Galatasaray SK         | 16     | 0     | Türkcell Süperlig  | 9           | -           | C3             | 6              | -              | 1                 | -                 |
| 2010-2011 | Galatasaray SK         | 17     | 1     | Türkcell Süperlig  | 15          | 1           | -              | -              | -              | 2                 | -                 |
| 2011-2012 | Galatasaray SK         | 13     | 2     | Türkcell Süperlig  | 12          | 2           | -              | -              | -              | 1                 | -                 |